# 松浪健四郎
松浪 健四郎（まつなみ けんしろう、1946年10月14日 - ）は、日本の政治家。衆議院議員（3期）、外務大臣政務官（第1次小泉内閣）、自由民主党副幹事長、文部科学副大臣（第1次安倍改造内閣・福田康夫内閣）を歴任。大阪府立佐野高等学校、日本体育大学体育学部、日本大学大学院文学研究科修了。元レスリング選手で、現在は日本レスリング協会副会長、日本アフガニスタン協会理事長、学校法人日本体育大学理事長を務めている。株式会社クオレ・ア・ドマーニ所属。
元衆議院議員で元大阪府議会議員の松浪健太は実甥。また、実兄の松浪啓一も大阪府議会議員であった。

## 経歴

### 生い立ち
大阪府泉佐野市出身。実兄の松浪啓一は日本サンボ協会常任理事、大阪体育大学レスリング部コーチや泉佐野市議会議員を務めるなど、松浪健四郎に大きな影響を与えた。
大阪府立佐野高等学校で学ぶ。
1965年、日本体育大学体育学部武道学科（第一期生）に入学する。大学でレスリングを始める。1968年メキシコシティオリンピックのレスリング種目の候補選手に選出されたが、最終予選で敗退した。
その後、日本体育大学を休学し、東ミシガン大学に留学した。日本体育大学に復学後、1970年に卒業する。
レスリング選手を続けながら勉強できるという理由から、日本大学大学院文学研究科に進学した。1975年に同研究科博士課程を単位取得退学。

### レスリング指導者・教育者時代
1975年、国際交流基金の支援により、アフガニスタンのカーブル大学にレスリングおよび体育の指導者として派遣される。3年間にわたり、レスリングの指導とスポーツ文化の研究を行った。
帰国後の1979年、専修大学社会体育研究所に専任講師として採用される。大学ではレスリングの指導にあたり、馳浩を発掘・指導した。1988年から専修大学教授を務める。

### 政治家時代
自由民主党の公認を希望したが、党大阪府連に「中山太郎元外相の地盤だからなあ」と断られてしまい、新進党の公募を経て立候補、1996年に衆議院議員に初当選したが、新進党は小沢一郎党首の党運営が強引だという不満から内部で対立し、97年末に解党。小沢の目指す政治が最善だとの思いから自由党結成に参加した。その後自由党が分裂すると、松浪は関西国際空港の第2滑走路建設といった焦眉の急といえる課題があり、野党では地元に貢献できないとの理由で政権に残り、自由党内で松浪を含む若手数人が野田毅や運輸大臣の二階らと会合を開き、「与党にとどまって次の衆院選に臨むべきだ」と訴え、野田らも同意。江崎鉄磨とともに小沢に「私たちは二階先生と行動を共にします」と伝え、小沢は「あ、そうか。選挙頑張れよ」と答えた。自民党との連立継続組は2000年4月、扇千景を党首とする保守党を結成。
2000年11月20日、加藤の乱で揺れていた森内閣不信任決議案で保守党を代表して反対討論を行っている最中、民主党の議員から「扇千景と何回やった」と野次られたことに怒り、同党に属する永田寿康に目掛けて、国会の壇上からコップの水を浴びせた。水かけの直後、抗議する野党議員が一斉に演壇に押しかけ大騒ぎとなり、あまりの音量に、松浪は耳をふさぎながら早口で草稿を読み上げ、演壇から降りた。衆議院議長の綿貫民輔は副議長の渡部恒三と相談の上、松浪に本会議場からの退場処分を命じた。退場は52年ぶりの事だったという。
この行為は、当時大きな話題となり、懲罰動議が可決され、後日懲罰委員会より25日間の登院停止の懲戒を受けた。
2002年、保守党から改称した保守新党にそのまま参加。
2003年11月9日の第43回衆議院議員総選挙で落選。
2004年3月30日、前年の選挙での公職選挙法違反の疑いで当時の私設秘書3名と共に書類送検された（下記参照）。
2005年9月11日の第44回衆議院議員総選挙では再び髷（まげ）を結い直し、自民党の公認と公明党の支援を受けて小選挙区と比例代表区に重複立候補した結果、小選挙区では前職の長安豊に及ばず落選したが、比例近畿ブロックで当選し、国政に復帰した。派閥は二階グループに所属し、自民党副幹事長を務めた。
2007年8月29日、文部科学副大臣に任命される。
2008年11月、泉佐野市内に貼られていた松浪の選挙用ポスターに落書きをしていた82歳の男を松浪自身が羽交い絞めにして、泉佐野署員に引き渡したと報じられた。男は6年間、選挙区内で松浪のポスターに差別的な落書きを繰り返していた。
2009年8月30日の第45回衆議院議員総選挙に自民党の公認と公明党の推薦を受けて小選挙区と比例代表区に重複立候補した結果、小選挙区では前職の長安豊に惨敗し、さらに惜敗率も低かったために比例代表区でも落選、議席を失った。
2010年7月11日に行われた第22回参議院議員通常選挙に自民党の比例区から出馬するも落選。
2011年6月8日、学校法人日本体育大学理事長に就任。
2012年11月、日本体育大学の北朝鮮スポーツ交流の団長となり、北朝鮮に渡航。
2013年11月、再度スポーツ交流団の団長として北朝鮮に渡航。北朝鮮の張成沢国家体育指導委員会委員長らと会談した。張は12月12日死刑となり、松浪は同時期に訪朝したアントニオ猪木と共に、生前に張と公的に接触した最後の日本人の一人となった。張とは2012年にも会談しており、処刑の報を聞いて「温厚なやさしい人だった。日本に好感を持っていただき、お互いスポーツ交流を進めていただけに残念です。今後、張氏に代わる（日朝の交流を進められる）人が出てくるのか。今の時点では全く分かりません」と言った。
2016年11月、旭日重光章を受章。
2018年、前立腺がん・悪性リンパ腫・膵臓がんが転移ではなく、ほぼ同時期に相次いで見つかり、膵臓がんは11月中旬に切除し、11月末に職務復帰。その前に見つかったリンパ腫にはＲ－ＣＨＯＰという抗がん剤治療で対処し、その治療のために髪の毛が一気に抜け医療用かつらを着けている。
2019年、一般社団法人大学スポーツ協会顧問に就任。
2020年7月、二階俊博と1990年代から2000年代に政治活動を共にした現元国会議員らで構成される「二階氏を囲む会」を結成し、発起人を務めた。

## 政策
2010年6月26日、毎日新聞の参院選候補者アンケートでは「選択的夫婦別姓制度」に対し「反対」と回答した。

## 人物
- 長髪を後ろで結ったヘアスタイルが特徴で、マスメディアではこのヘアスタイルを「ちょんまげ」と呼んでいる。TV出演時や議員時代もこのヘアスタイルであったが、断髪したこともあった。

- 柔道の段位は四段。

- 専門分野はスポーツ人類学、体育、スポーツ史、教育学、体育学、スポーツ全般、イスラム民俗学、シルクロード。

- フジテレビで放送されたドラマ『あすなろ白書』に出演したこともあり、松浪の大学での講義風景からドラマが始まる。出番は1分程だったが撮影に丸1日もかかり、監督から続けて出演して欲しいと言われたが断っていたという。

- 日本ペンクラブ会員。

## 教育方針

### 体罰
自著によれば、アフガニスタンのカブール大学で学生を指導する際に、「私はヘタクソな現地語で注意しても効き目のないことを知った時点より、ビシビシ体罰をもってのぞむことにした」「訛りのある私の英語も通じにくいので、イザというここ一番のときは体罰にたよらざるをえない。はずかしい話だけれど」と体罰を用いたことを告白している。
また、この体罰について学生が反発し、自著によれば「ある日、学生たちが直談判にやってきて、『先生はすぐにヒステリックになって、学生に手をかけます。これでは囚人と同じ扱いですから改めて欲しいのです』と抗議を受けたが、『囚人扱いを受けるのも君たちの経験です。誰が君たちにこの貴重な経験をさせてくれるかねえ、ヒステリーを起こさせるのは君たちの責任だ。私に情熱があって、君たちに情熱がなければ、ヒステリーを起こして当然だろう。だが、講義の時間には私は手を出したことはないはずだ』と抗議を跳ね除けた」としている。

## 不祥事

### 秘書給与肩代わり問題
1997年から1998年の11ヶ月間、暴力団組員が会長として実質的に経営する大阪府貝塚市の建設会社に、松浪が私設秘書の給与275万円を肩代わりさせていたとして問題になった（しんぶん赤旗、毎日新聞では献金額は250万円となっている）。秘書給与の供与が始まった経緯について、松浪は「応援してほしいと言われ甘えてしまった」、会長は「秘書一人面倒を見てほしいと頼まれた」としている。
この問題について松浪は、会長が暴力団関係者とは知らなかったと主張している。しかし、会長が暴力団組員だと認識した後も2ヶ月間給与を肩代わりさせていた事実や、その後も、1998年3月に府営住宅解体工事を巡る談合容疑で会長が逮捕された直後まで、暴力団関係者と認識しながら関係が続いていた事実が判明している。
また、この秘書給与は政治資金規正法上「寄付」として届けなければならないが、松浪は届け出の義務を知りながら、会長との間に公表しないという約束があったので届け出なかったと説明している。更に、秘書給与275万円の他に、この建設会社などの呼びかけで開かれた地元業界団体の当選祝賀会で200万円の寄付を受け取っており、この寄付も秘書給与同様、政治資金収支報告書へ記載していなかった。
この問題は大きく報道され、松浪に辞職を求める声が高まった。これに対し、トレードマークの後ろ髪を切り、オールバックにすることで責任を果たした事をアピールしたが、辞職については拒否した。
この問題について、松浪はのちに自身のホームページで「元暴力団員が人間でないかのような報道ぶりは人権問題」「元暴力団員の妻だった人（注・大平光代）が大阪市助役に就任すると賛辞を贈るのに、自分への献金は犯罪行為のように扱う」と怒りをあらわにしている。
- 松浪は、1997年末頃に知人を通じてこの会長が暴力団関係者だと認識したとしている[26]。
- この会長は、1998年7月まで指定暴力団酒梅組系組員。1998年3月、府営住宅解体工事を巡る談合容疑で逮捕され、有罪となっている[26]。

### 公職選挙法違反
2003年の衆議院選挙で、選挙区内の有権者に線香を贈ったとして、松浪と私設秘書ら計4人が公職選挙法違反容疑（寄付行為の禁止）で書類送検された。

## 主な所属団体・議員連盟
- 北京オリンピックを支援する議員の会

## 著書
- 学術関係
  - 『格闘技の文化史』 ベースボール・マガジン社 1993年 ISBN 4583030398
  - 『スポーツ・フィールドノート』 大修館書店 1995年9月 ISBN 4469263176
  - 『折々の人類学』 専修大学出版局 2005年4月 ISBN 9784881251584

- その他
  - 『もっと「ワル」になれ―やりたいこともやれないで男といえるか』 ごま書房 1992年10月 ISBN 4341015281
  - 『「ワル」は女でデカくなる―男なら、死ぬ気になって女のケツを追ってみろ』 ごま書房 1992年12月 ISBN 4341015362
  - 『「ワル」の行動学―おまえたち、何もできないブタのままで終わっていいのか』 ごま書房 1993年5月 ISBN 4341015656
  - 『冒険しなけりゃ「ワル」じゃない―人と違った道を歩くのが「ワル」流男の鍛え方だ』 ごま書房 1994年11月 ISBN 4341016393
  - 『松浪健四郎先生のワルの法則―彼女や上役に一目おかれる“強い男”への道標』 ごま書房 1997年2月 ISBN 4341160478
  - 『アフガン褐色の日々』 中央公論新社・改版版 2001年5月 ISBN 4122038359
  - 『私の肖像画 ~いろいろありました』 産経新聞出版 2019年9月 ISBN 486306148X

- 共著
  - 松浪健四郎・荒木祐次著『身体観の研究 美しい身体と健康（新版）』 専修大学出版局 1995年7月 ISBN 4881250744

## 出演

### バラエティ
- ビートたけしのTVタックル（テレビ朝日）
- 朝まで生テレビ!（テレビ朝日）
- 特捜!芸能ポリスくん（TBS）
- 新春かくし芸大会（1995年1月2日、フジテレビ） - 審査員

### テレビドラマ
- あすなろ白書 第1話（1993年10月11日、フジテレビ） - 大学教授 役
- 土曜ワイド劇場「温泉 (秘) 大作戦PART6」（2008年8月16日、朝日放送） - 農夫 役・友情出演

### ラジオ番組
- 高嶋秀武・松浪健四郎のオジサンたちの血が騒ぐ!（TBSラジオ）1993年10月 - 1994年3月

### 映画
- 修羅の抗争/極道はクリスチャン（2004年 哀川翔主演・小澤啓一監督） - 長井昭(洋服店主) 役

### CM
- エバラ食品工業